# Parc Toivo Pekkanen
Le Parc Toivo Pekkanen (en finnois : Toivo Pekkasen puisto)  est un parc du quartier de Kotkansaari à Kotka en Finlande.

## Description
Le parc est nomme pour honorer Toivo Pekkanen.
Le parc est l'espace compris entre les rues Keskuskatu, Koulukatu, Kymenlaaksonkatu et Eteläpuistokatu.
Le parc abrite la promenade des sculptures de Kotka.